# 瓦拉查尼山
14°15′37″S 69°43′10″W / 14.26028°S 69.71944°W
瓦拉查尼山（Warachani），是秘魯的山峰，位於該國東南部普諾大區，由林巴尼區和帕坦布科區負責管轄，屬於安地斯山脈的一部分，海拔高度4,800米。